# Theatrhythm Final Fantasy
Theatrhythm Final Fantasy est un jeu vidéo de rythme développé par Indieszero et édité par Square Enix en 2012 sur Nintendo 3DS et iOS, à l'occasion des 25 ans de la série. On y retrouve les bandes-son issues des jeux vidéo de la série principale des Final Fantasy.
Une suite intitulée Theatrhythm Final Fantasy: Curtain Call est sortie en 2014 dans le monde. Elle contient 221 chansons et un mode versus inédit,.

## Système de jeu
Le jeu reprend les thèmes musicaux des treize premiers épisodes de la série. Vous incarnez des personnages culte de la série, leur faites gagner de l'expérience pour monter en niveau, débloquer diverses compétences et même acquérir des objets.
À noter que le jeu n'a pas été traduit pour sa version européenne, ainsi qu'au Québec, et n'est disponible qu'en anglais.
Vous commencez par choisir quatre personnages, que vous équipez ensuite avec divers items gagnés au fil de vos parties. Sachez aussi que les membres de votre équipe de quatre peuvent être changés à tout moment durant la partie. Vous pourrez même débloquer jusqu'à seize personnages secondaires.
Les personnages disposent d'une barre de HP (Health Points) qui est votre énergie, elle diminue lorsque vous ratez une note. Elle peut augmenter si un objet prévu à cet effet est équipé. Si votre énergie tombe à zéro, la partie est terminée.
Le jeu dispose d'un « musée » dans le menu principal. Vous pouvez ici revoir les cinématiques que vous avez débloquées lors de vos parties. Il existe aussi un album, où se trouvent des petites cartes de personnages. Celles-ci se débloquent dans le mode exploration.
Actions de base
Des déclencheurs (indicateurs d'action) apparaîtront selon la mélodie d'une chanson et c'est à vous de les reproduire de façon parfaitement synchronisée en touchant l'écran tactile lorsque le déclencheur passe au niveau de votre curseur.
Caractéristiques
Chaque personnage jouable comporte 4 caractéristiques principales : Force (strenght), Agilité (agility), Chance (luck) et Magie (magic).
La force permet d'augmenter la puissance des frappes en phase de BMS.
La magie permet d'augmenter les dégâts des compétences magiques en phase de BMS.
La chance permet d'influer sur plusieurs facteurs en phase de FMS.
L'agilité permet d'influer sur la vitesse du personnage en FMS.
Compétences
Chaque personnage dispose de compétences de départ et en acquiert d'autres à mesure qu'il gagne de l'experience. Il existe 2 catégories de compétences :
Les compétences proactives : Elles sont déclenchées spontanément au début de la chanson et sont effectives pendant toute sa durée, sans condition.
Les compétences rétroactives : Elles sont déclenchées pendant la chanson, sous certaines conditions et avec une certaine probabilité.
Objets
Il est possible de gagner des objets à la fin des phases de field ou de battle, ces objets peuvent être :
Des items à équiper, à raison d'un pour tout le groupe de personnages. Ces items sont à usage unique et ont diverses utilités.
Des collectacards, cartes à collectionner visibles dans la partie musée du jeu.
Des cristaux (shard) qui permettent de débloquer de nouveaux personnages.

### Les types de déclencheurs
- Déclencheur Toucher (en rouge): Toucher ou tapez l'écran tactile quand ils apparaissent.
- Déclencheur Glisser (en jaune): Faite glisser le stylet sur l'écran tactile dans la direction indiquée par la flèche
- Déclencheur Appuyer (en vert): Touchez l'écran tactile au moment où le premier déclencheur apparaît et maintenez le stylet sur l'écran tactile jusqu'au dernier déclencheur dans la ligne si une flèche apparaît, il faut glisser le stylet dans la direction indiquer avant de relever le stylet.
- Déclencheur Feature drive (en bleu/gris): ce déclencheur se superpose aux trois types de déclencheurs (Toucher, Glisser ou Appuyer) mais est de couleur bleue. Si vous réussissez ce passage de la mélodie, vous activez une invocation, une zone Chocobo ou une zone Extended movie selon le mode de jeu.

Theatrhythm Final Fantasy propose trois types de difficulté : basique, expert, et ultimate ainsi que trois modes de jeu : le mode combat (BMS, Battle), le mode exploration (FMS, Field) et le mode cinématique (EMS, Event). Le jeu se joue seulement à l'aide du stylet sur l'écran tactile, les boutons et les touches de direction ne sont pas utilisés.

### Modes de jeu
Le mode combat (BMS)
Les déclencheurs se déplacent de gauche à droite sur l'écran du haut de votre 3DS dans l'une des quatre pistes, les pistes correspondant aux quatre membres du groupe. Vous devez réagir à chaque déclencheur affiché à l'écran. Vous pouvez toucher n'importe où sur l'écran tactile lorsque vous frappez un déclencheur; la piste dans laquelle le déclencheur se trouve est sans importance. Lorsque vous atteignez un déclencheur, le personnage responsable de cette piste frappe l'ennemi à affronter.
Lorsque l'ennemi subit suffisamment de dégâts, il est vaincu et un nouvel adversaire apparaît. Plus vous battez d'ennemis, plus vous avez de chances de recevoir des objets. Durant la partie, vous pouvez déclencher une invocation (en réussissant le Feature Drive) qui réunit temporairement les quatre lignes de jeu et qui offre la possibilité de libérer des attaques puissantes.
Le mode exploration (FMS)
Les déclencheurs se déplacent de gauche à droite sur l'écran du haut de votre 3DS, Ici un seul personnage à la fois est présent et se déplace de droite à gauche sur une plaine du thème de Final Fantasy. Le curseur de votre personnage se trouve à droite de l'écran tactile au-dessus du personnage.  Vous pouvez toucher n'importe où sur l'écran tactile lorsque vous frappez un déclencheur. Les seules exceptions sont les déclencheurs Appuyer (en vert) pour lesquels il faut laisser le stylet appuyé sur l'écran tactile et le faire bouger de haut en bas en le maintenant appuyé sur l'écran pour suivre la ligne d'appui et toucher les points intermédiaires. Si vous parvenez à déclencher le Feature Drive en frappant les déclencheurs spéciaux, vous aurez la possibilité de monter à dos de Chocobo, accélérant la vitesse de défilement des notes.
Le mode cinématique (EMS)
Dans mode cinématique, le curseur se déplace sur une ligne-guide qui s'affiche à l'écran du haut de votre 3DS et une cinématique apparaît en arrière-plan durant votre partie. Vous devez réagir aux déclencheurs à mesure que votre curseur passe au-dessus de ces derniers. Vous pouvez toucher n'importe où sur l'écran tactile lorsque vous frappez un déclencheur ; sa position sur l'écran 3D est sans importance.
Si vous parvenez à déclencher le Feature Drive en frappant les déclencheurs spéciaux à la fin, vous aurez droit à une petite conclusion, une version prolongée de la cinématique et de la mélodie (l'Extended Movie).
À la fin de chaque partie vous êtes noté par rang de F à S (F étant la note la plus basse, et S la meilleure). Vous pouvez même obtenir le titre « perfect chain » si vous ne ratez aucune note et le titre « all critical » si vous n'effectuez que des coups critiques pour toutes les notes de la mélodie. Si vous jouez avec vos 4 personnages sans équipement, vous passez en stoic mode et 2 000 000 de points s'ajoutent au score en fin de partie, permettant d'atteindre les rangs SS et SSS. Vous pourrez voir votre score, les notes ratées et réussies, votre expérience et les objets gagnés, et le diagramme des coups critiques : ce graphique vous montre les coups critiques que vous avez effectués pendant la chanson (plus ou moins plein et doré selon votre pourcentage de critiques dans chaque période de la chanson).

## Accueil
Theatrhythm Final Fantasy reçoit d'assez bonnes critiques à sa sortie.

## Contenu téléchargeable
Le jeu inclus de base environ 70 morceaux des treize épisodes principaux de la saga Final Fantasy. En plus de ces morceaux sont proposées des mélodies additionnelles téléchargeables via la boutique en ligne de la Nintendo 3DS (eshop).
- 8 morceaux étaient disponibles lors de la sortie européenne du jeu, le 6 juillet 2012, à savoir :
  - Battle Theme 1 (Final Fantasy II)/BMS
  - The Final Battle (Final Fantasy IV)/BMS
  - Fighters of the Crystal (Final Fantasy XI)/BMS
  - Fighting Fate (Final fantasy XIII)/BMS
  - In Search of Light (Final Fantasy V)/FMS
  - Cosmo Canyon (Final Fantasy VII)/FMS
  - Ride On (Final Fantasy VIII)/FMS
  - A Fleeting Dream (Final Fantasy X)/FMS

- Morceaux ajoutés le 13 juillet 2012[5] :
  - The Archylte Steppe (Final Fantasy XIII)/FMS
  - Matoya's Cave (Final Fantasy)/FMS
  - Battle 1 (Final Fantasy III)/BMS
  - The Final Battle (Final Fantasy V)/BMS

- Morceaux ajoutés le 20 juillet 2012 :
  - The Dalmasca Estersand (Final Fantasy XII)/FMS
  - Dungeon (Final Fantasy II)/FMS
  - Battle (Final Fantasy VI)/BMS
  - Etro's Champion (Final Fantasy XIII-2)/BMS

- Morceaux ajoutés le 27 juillet 2012 :
  - Battle 1 (Final Fantasy V)/BMS
  - Desperate Fight (Final Fantasy XII)/BMS
  - The Darkness of Eternity (Final Fantasy IX)/BMS
  - Tower of the Magi (Final Fantasy II)/FMS

- Morceaux ajoutés le 3 août 2012[6] :
  - Movement in Green (Final Fantasy X)/FMS
  - Battle Theme (Final Fantasy X)/BMS
  - Sunken Shrine (Final Fantasy)/FMS
  - Fight On! (Final Fantasy VII)/BMS

- Morceaux ajoutés le 10 août 2012[7] :
  - Esper Battle (Final Fantasy XII)/BMS
  - March of Dreathnought (Final Fantasy XIII)/FMS
  - Battle Theme (Final Fantasy XI)/BMS
  - Battle 2 (Final Fantasy IV)/BMS

## Version iOS
Une version du jeu est disponible sur iOS depuis le 13 décembre 2012. Celle-ci est disponible gratuitement et contient les 13 personnages de base et deux chansons : One Wing Angel (FFVII/BMS) et To Zanarkand (FFX/FMS).
Les autres pistes disponibles dans le jeu ou comme DLC sur 3DS sont disponibles en téléchargement par pack de 4 pistes (un pack par jeu Final Fantasy) ou individuellement.
Les personnages supplémentaires (déblocables en jeu sur 3DS) sont disponibles en téléchargement individuellement payant.
Cette version du jeu a droit à du contenu exclusif en téléchargement par rapport à la version 3DS :
- Nouvelles pistes : Not Alone (FFIX), Sound of the wind (FFCC), Antipyretic (FFTactics), Shynryu (FFXI), The Red Wings (FFIV), KUON: Memories of Waves and Light (FFX-2), Beyond the Wasteland (FF7 Advent Children), ~Advent: One-Winged Angel~ (FF7 Advent Children)

- Nouveaux personnages : Celes Chere (FFVI), Tifa Lockhart (FFVII), Rinoa Heartilly (FFVIII), Garnet (FFIX), Auron (FFX), Balthier (FFXII), Hope Estheim (FFXIII), Serah Farron (FFXIII-2), Ramza Beoulve (FFTactics)